# Aristolochia physodes
Aristolochia physodes là một loài thực vật có hoa trong họ Aristolochiaceae. Loài này được Ule mô tả khoa học đầu tiên năm 1905.